# Microsoft FreeCell
A FreeCell, más néven Microsoft FreeCell, magyarul Admirális egy számítógépes játék, amely a Microsoft Windows rendszerben található, és az azonos nevű kártyajátékon alapul.

## Fejlesztés
Paul Alfille 1978-ban implementálta a Freecell-t a CERL PLATO számítógépes rendszeréhez; az 1980-as évek elejére a Control Data Corporation kiadta az összes PLATO rendszerhez. Jim Horne, aki az Albertai Egyetemen a PLATO rendszeren szívesen játszott Freecellel, 1988-ban kiadott egy 10 dolláros shareware DOS verziót színes grafikával. Még abban az évben Horne csatlakozott a Microsofthoz, és később a játékot átültette Windowsra.
A Windows változat először a Microsoft Entertainment Pack Volume 2, majd később a Best Of Microsoft Entertainment Pack kötetben szerepelt,. Később a Win32s alkalmazásként került bele, amely lehetővé tette a 32 bites thunking réteg tesztelését a megfelelő telepítés biztosítása érdekében, A FreeCell azonban viszonylag ismeretlen maradt, amíg a Microsoft Windows 95 részeként ki nem adták. A Windows XP-ben a FreeCell-t kibővítették, hogy összesen 1 millió kártyaosztást támogasson.

## Kiadások
Ma már szinte minden modern operációs rendszerhez létezik FreeCell megvalósítás, mivel ez azon kevés játékok egyike, amelyek minden Windows-kópiával előre telepítve vannak. A Windows Vista előtt a Windowsra készült verziók korlátozottak voltak a játékosokat segítő funkciókban, például a lépések visszavonásában. A Windows Vista FreeCell implementációja tartalmaz alapvető tippeket és korlátlan lépésvisszavonást (a visszavonás menüpont vagy parancs segítségével), valamint a játék újraindításának lehetőségét. Néhány funkciót eltávolítottak, például a villogó képernyőt, amely figyelmezteti a játékost, hogy már csak egy lépés hátra van. A FreeCell nem része a Windows 8 operációs rendszernek, de a Windows Store-ban elérhető az ingyenes Microsoft Solitaire Collection, amely a Windows 10-hez is jár.

## Örökség
A Microsoft azért hozta létre a szórakoztató csomagokat, hogy ösztönözze a Windows nem üzleti célú használatát. A cég telemetriája szerint a FreeCell volt a hetedik leggyakrabban használt Windows program, megelőzve a Microsoft Wordöt és a Microsoft Excelt.
Az eredeti Microsoft FreeCell csomag 32 000 számozott osztást támogat, amelyeket egy 15 bites, pszeudorandomszámos mag generált. Ezeket a feladatokat "Microsoft 32 000" néven ismerik, és egy kivételével mindet megoldották. A FreeCell későbbi változatai több mint egymillió feladatot tartalmaznak. Amikor a Microsoft FreeCell az 1990-es években nagyon népszerűvé vált, az Internet FreeCell Project megpróbálta az összes feladatot megoldani úgy, hogy az egymás utáni játékokat crowdsourcinggal juttatta el konkrét személyekhez. A projekt 1994 augusztusától 1995 áprilisáig tartott, és csak a #11982-es szám bizonyult nyerhetetlennek. A jelenlegi Microsoft Windows játékok közül nyolc megoldhatatlan.
A "Microsoft 32 000" jelentősége sok FreeCell-játékos számára olyan nagy, hogy a FreeCell más számítógépes implementációi gyakran mindent megtesznek azért, hogy garantálják a kompatibilitást ezekkel a leosztásokkal, ahelyett, hogy egyszerűen a célplatformjukhoz legkönnyebben elérhető véletlenszám-generátort használnák.
Easter eggként a Microsoft játéka szándékosan tartalmaz néhány megoldhatatlan játékot, negatív számokkal. Ezeknek a játékoknak a lejátszása nem számít bele a számítógép által rögzített statisztikákba.